# Schutzmannschaft Bataillon 22
Le Schutzmannschaft Bataillon 22 « Daugava » est une unité de police auxiliaire composée de volontaires lettons, engagée aux côtés des Allemands sur le front de l'Est pendant la Seconde Guerre mondiale.
Au cours de son existence, le 22e bataillon de Schutzmannschaft a participé à la mise en place de la Shoah à Varsovie. Il est finalement dissous en janvier 1944, lorsqu'il est intégré au Lettisches Freiwilligen Polizei Regiment 2 (lv).

## Création
Le 22e bataillon de Schutzmannschaft  est formé par le lieutenant-colonel Kārlis Gerbers le 25 février 1942 à Riga et s'entraîne à Bolderāja. Gerbers est un militaire expérimenté : mobilisé dans l'armée impériale russe pendant la Première Guerre mondiale, il monte en grade dans l'armée lettone pendant la guerre d'indépendance et l'entre-deux-guerres, avant de passer à l'Armée rouge après l'invasion soviétique des pays baltes. Il déserte finalement l'Armée rouge le jour du lancement de l'opération Barbarossa, et passe aux services des Allemands avec le grade d'Oberstleutnant der Schutzpolizei.
Le bataillon reste à Riga jusqu'au 21 juillet, et est réuni avec le 272e bataillon pour gagner Varsovie à partir du 26. Il est alors composé de 17 officiers, 61 sous-officiers et 478 soldats, répartis en trois compagnies commandées par un capitaine.

## Histoire

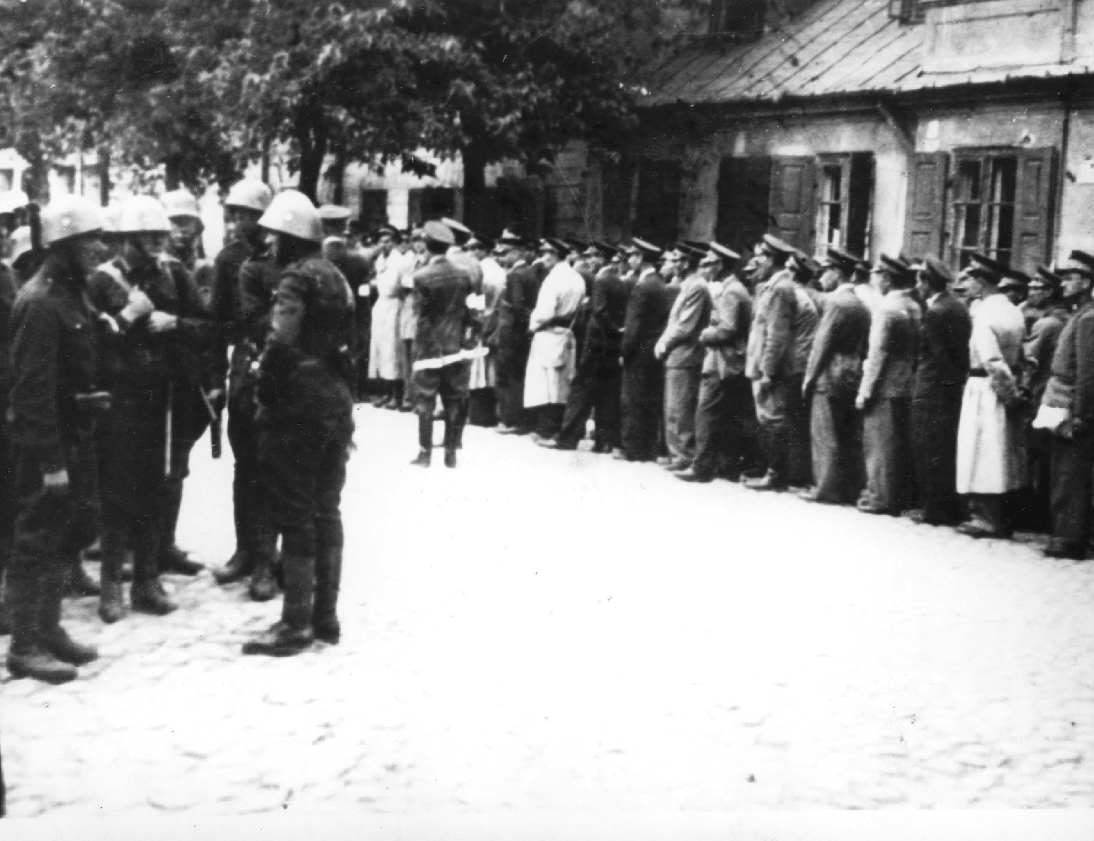
Des hommes du 22e bataillon et de la police juive du ghetto organisent un convoi de déportés juifs à Varsovie, en septembre 1942.

Le 22e bataillon arrive à Varsovie le 31 juillet 1942 et y est affecté à la garde de l'extérieur du ghetto jusqu'au 6 octobre. Il prend aussi part aux convoyage des Juifs vers le camp d'extermination de Treblinka. Concernant les tâches de son bataillon, Kārlis Gerbers dit ceci :
Après avoir été placé [dans une école], on m'a ordonné de prendre la garde extérieure du ghetto avec l'ordre d'interdire l'entrée dans le ghetto. Si quelqu'un était pris à l'intérieur du ghetto, il serait fusillé. Nous avons été insatisfaits de cet ordre. Les postes de garde étaient distants de 200 à 250 mètres. Entre les postes et le ghetto, il y avait un mur d'environ 2,5 mètres, surmonté de verre et de barbelés [...] Il était impossible pour le gardien de voir ce qui se passait dans le ghetto.
Au cours des transports de Juifs vers Treblinka, les policiers auxiliaires lettons abattent un certain nombre de prisonniers en fuite.
Le 8 octobre, le bataillon est envoyé par voie ferrée dans le sud de l'Ukraine et arrive près de Makiïvka le 19. Il est alors réorganisé pour se doter d'une quatrième compagnie, et le commandement change en décembre, lorsque Hugo Vanags, le commandant de la 1re compagnie, remplace Kārlis Gerbers à la tête du bataillon.

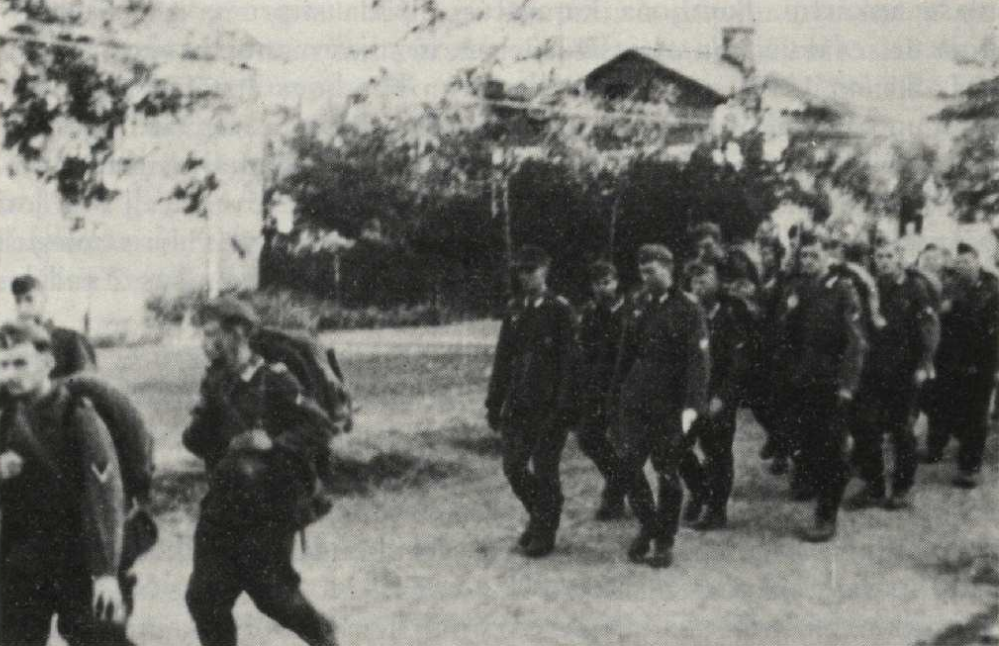
Des hommes du bataillon (en uniforme allemand) à Loutsk en août 1943.

Là, le 22e bataillon est affecté à la surveillance des camps de prisonniers de guerre et des mines de charbon des environs. Après la défaite de Stalingrad, fin 1942, des unités du bataillon sont utilisées pour canaliser la fuite des soldats italiens et roumains. Du 7 au 15 février 1943, le bataillon se déplace aux environs de Zaporijjia, où il se heurte à plusieurs reprises aux unités de cavalerie de l'Armée rouge qui ont rompu le front lors de l'attaque de Rostov. En mars, le bataillon retourne à Zaporijjia où, en raison des pertes, il est réorganisé en 3 compagnies et affecté à des constructions de bunkers jusqu'en août 1943.
En août, le lieutenant-colonel Gerbers reprend le commandement du bataillon qui retourne en Pologne et arrive à Loutsk, le 28 août, pour lutter contre les partisans. En novembre, il est affecté à la garde de la voie ferrée entre Slavouta et Chepetivka. Finalement, le 24 décembre 1943, le 22e bataillon retourne à Riga avec le 25e bataillon letton de Schutzmannschaft via Brest et Vilnius. Le 7 janvier suivant, le 22e bataillon cesse d'exister lorsqu'il devient le 1er bataillon du Lettisches Freiwilligen Polizei Regiment 2 (lv).